# Pandineum collis
Pandineum collis är en mångfotingart som beskrevs av Chamberlin 1962. Pandineum collis ingår i släktet Pandineum och familjen storjordkrypare. Inga underarter finns listade i Catalogue of Life.